# Die Legende der Wächter
Die Legende der Wächter ist ein 3D-Animationsfilm von Regisseur Zack Snyder aus dem Jahr 2010. In den deutschen Kinos startete der Film am 14. Oktober 2010. Die Handlung basiert auf den ersten drei Bänden des 16-teiligen Zyklus Die Legende der Wächter (Guardians of Ga’Hoole) von Kathryn Lasky.

## Handlung
Im Eulen-Königreich Tyto (lat.: Gattung der Schleiereulen) lebt eine Familie von Schleiereulen. Vater Noctus erzählt den ältesten Brüdern Kludd und Soren gerne alte Geschichten vom Kampf der „Wächtereulen von Ga’Hoole“, geführt von Lyze von Kjell, gegen die Mächte des Bösen. Soren glaubt an die Wächter, während Kludd die Geschichten als Legenden abtut. Eines Nachts, während die Eltern auf der Jagd sind, fallen beide nach Flugversuchen auf den Boden. Dort werden sie von einem Tasmanischen Teufel angegriffen. Zwei Eulen gehen dazwischen und packen die beiden Brüder, um sie in das Sankt-Ägolius-Internat zu bringen.
Dort lernt Soren die Elfenkäuzin Gylfie kennen, mit welcher er im Sankt Ägolius „herumschnüffelt“ und Informationen sammelt. Soren und Gylfie finden heraus, dass man sie mondwirr machen will, ein Zustand, in dem man alles vergisst, gefügig und willenlos wird. Zusammen mit Grimbel, einem abtrünnigen Aufseher im Sankt Ägolius, lernen sie fliegen, und den beiden gelingt die Flucht, während Grimbel von Skench getötet wird.
Soren, Gylfie, der Bartkauz Morgengrau und der Höhlenkauz Digger, die sie auf dem Weg ihrer Flucht kennengelernt hatten, glauben alle an die Wächter des Ga’Hoole-Baumes und machen sich gemeinsam auf den Weg zur Insel im Hoolemeer.
In einem Sturm über dem Meer werden die Eulen von den Wächtern von Ga’Hoole gefunden und zum Großen Baum gebracht, wo sie von dem Königspaar, den Schneeeulen Boron und Barran, über das Sankt-Ägolius-Internat befragt werden.
Auf der Insel von Ga’Hoole weiht Ezylryb die Jungeulen in seine Flugkünste ein, die darin bestehen, sich auf das Bauchgefühl (den Muskelmagen) zu verlassen. Soren entdeckt, dass der alte Fleckenkreischeulerich in Wirklichkeit der berühmte Lyze von Kjell ist. Er hat eine Chronik über den Krieg der Eiskrallen gegen König Bylleryk verfasst, die den Krieg nicht verherrlicht. Soren ist desillusioniert. Allomere, ein weiterer Wächter, kehrt von einer Erkundungsmission mit einer dezimierten Brigade und zwei geretteten Jungeulen aus den Schnabelbergen zurück, eine davon ist die mondwirre Eglantine, Sorens und Kludds kleine Schwester.
Als Krämer Elli in den großen Baum kommt, zeigt ihre kleine Gehilfin Bubbles Eglantine einen Stein, Sorens kleine Schwester wird geheilt und erkennt ihren Bruder wieder. Leider stellen die Wächter von Ga’Hoole am selben Abend fest, dass Sorens Lieblingslehrer Ezylryb verschwunden ist.
Eine kleine Gruppe Eulen bestehend aus Soren, Gylfie, Morgengrau, Digger, Eglantine und Otulissa, einer besserwisserischen Fleckenkäuzin, macht sich auf den Weg um Ezylryb zu befreien.  Sie finden heraus, dass die Reinen ein Teufelsdreieck ausgelegt haben, in dem Ezylryb gefangen ist. Nachdem sie das Teufelsdreieck außer Kraft gesetzt und Ezylryb gefunden haben, kommt es zum Kampf zwischen den Wächtern und den Reinen.

## Rezeption

### Kritiken
Marco Rauch schreibt in seiner Kritik vom 12. Oktober 2010: „Die Geschichte bietet keinerlei Überraschungen und dürfte selbst bei Kindern, die bereits den einen oder anderen Film gesehen haben, kaum für Erstaunen sorgen.“ und „Alles wovon sie leben ist, dass sie süß animiert sind. Dabei haben zahlreiche andere Animationsfilme bewiesen, dass man auch dem jüngeren Publikum durchaus dreidimensionale und originelle Figuren zumuten kann.“
Filmszene.de urteilt: „Die Legende der Wächter“ bewegt sich stimmungsmäßig in derart dunklen Gefilden, dass der Gute-Laune-Song zum Film beinahe wie ein atmosphärischer Fremdkörper wirkt, als er zur Mitte des Films eine Montagesequenz untermalt. […] So erweist sich „Die Legende der Wächter“ als ein sehr zwiespältiger Film, der zwar einerseits eines der bombastischsten visuellen Erlebnisse dieses Kinojahres anbietet, andererseits jedoch eine mehr als dürftig ausgeführte Erzählung präsentiert, die für ihr junges Publikum zu hart und für ein älteres Publikum wiederum viel zu plump und gehetzt ist. So kann man diesen Film letztlich leider nur als gescheitert betrachten – wenn auch in spektakulären 3D-Bildern gescheitert.
Die Los Angeles Times schreibt über den Film: „Die Legende der Wächter ist im Grunde genommen eine Kinderversion von Braveheart mit Eulen – eine düstere und dichte Fabel voller edler Krieger, gewaltiger Kämpfe und fliegender Federn. […] Die Animation ist unglaublich schön, genauso wie die alte Eulenwelt, die sie kreiert. Die Kämpfe sind aufwändig und, in wahrer Snyder-Tradition – äußerst Action-betont. Die Flugsequenzen sind atemberaubend, allerdings dauern sie, wie so oft bei Flügen, zu lange.“

### Auszeichnungen
Der Film erhielt folgende Award oder wurden Nominiert:

| 2012 | Australian Academy of Cinema and Television Arts (AACTA) Awards | AACTA Award               | Grant Freckelton | Best Visual Effects                                                                      | Gewonnen  |
| 2012 | Australian Academy of Cinema and Television Arts (AACTA) Awards | AACTA Award               | David Hirschfelder | Best Original Music Score                                                                | Nominiert |
| 2012 | Australian Academy of Cinema and Television Arts (AACTA) Awards | AACTA Award               | Wayne Pashley Derryn Pasquill Polly McKinnon Fabian Sanjurjo Phil Heywood Pete Smith | Best Sound                                                                               | Nominiert |
| 2011 | Academy of Science Fiction, Fantasy & Horror Films, USA         | Saturn Award              | Die Legende der Wächter | Best Animated Film                                                                       | Nominiert |
| 2011 | Alliance of Women Film Journalists                              | EDA Female Focus Award    | Helen Mirren | Actress Defying Age and Ageism                                                           | Gewonnen  |
| 2011 | Alliance of Women Film Journalists                              | EDA Female Focus Award    | Helen Mirren | Outstanding Achievement by a Woman in the Film Industry                                  | Nominiert |
| 2011 | Annie Awards                                                    | Annie                     | Sébastien Quessy Warner Bros. | Best Animated Effects                                                                    | Nominiert |
| 2011 | Annie Awards                                                    | Annie                     | David Hirschfelder (composer) | Best Music in an Animated Feature Production                                             | Nominiert |
| 2011 | Annie Awards                                                    | Annie                     | Geoffrey Rush For playing „Ezylryb“. | Best Voice Acting in an Animated Feature Production                                      | Nominiert |
| 2011 | Annie Awards                                                    | Annie                     | Chan-Hee Ryu | Best Production Design in an Animated Feature Production                                 | Nominiert |
| 2011 | Australasian Performing Rights Association                      | APRA Music Award          | David Hirschfelder | Feature Film Score of the Year                                                           | Nominiert |
| 2011 | Australian Screen Sound Guild                                   | ASSG Award                | Wayne Pashley Derryn Pasquill Polly McKinnon Sonal Joshi Fabian Sanjurjo Paul Huntingford Martin Kwok Nick Breslin Damian Candusso Rick Lisle Damon Mouris Martin Oswin Jenny T. Ward Andrew Miller John Simpson Lisa Simpson Libby Villa Big Bang Sound | Best Achievement in Sound for Film Sound Design                                          | Gewonnen  |
| 2011 | Australian Screen Sound Guild                                   | ASSG Award                | Wayne Pashley Phil Heywood Pete Smith Big Bang Sound | Best Achievement in Sound for Film Sound Mixing                                          | Nominiert |
| 2011 | Australian Screen Sound Guild                                   | ASSG Award                | Wayne Pashley Derryn Pasquill Polly McKinnon Sonal Joshi Fabian Sanjurjo Paul Huntingford Martin Kwok Nick Breslin Damian Candusso Rick Lisle Damon Mouris Martin Oswin Jenny T. Ward Andrew Miller John Simpson Lisa Simpson Libby Villa Big Bang Sound | Feature Film Soundtrack of the Year                                                      | Nominiert |
| 2011 | Casting Society of America, USA                                 | Artios                    | Kristy Carlson (Casting Director) | Outstanding Achievement in Casting – Animation Feature                                   | Nominiert |
| 2011 | IF Awards                                                       | IF Award                  | Wayne Pashley Polly McKinnon Derryn Pasquill Fabian Sanjurjo | Best Sound                                                                               | Gewonnen  |
| 2011 | IF Awards                                                       | IF Award                  | David Hirschfelder | Best Music                                                                               | Nominiert |
| 2011 | International Film Music Critics Award (IFMCA)                  | IFMCA Award               | David Hirschfelder | Best Original Score for an Animated Film                                                 | Nominiert |
| 2011 | Motion Picture Sound Editors, USA                               | Golden Reel Award         | Wayne Pashley (supervising sound editor, sound designer, supervising adr editor) Fabian Sanjurjo (supervising sound effects editor) John Simpson (supervising foley editor) Polly McKinnon (supervising dialogue editor) Nick Breslin (sound effects editor) Damian Candusso (sound effects editor) Rick Lisle (sound effects editor) Andrew Miller (sound effects editor) Damon Mouris (sound effects editor) Lisa Simpson (foley editor) Paul Huntingford (dialogue editor) Martin Kwok (dialogue editor) Derryn Pasquill (dialogue editor) Jenny T. Ward (dialogue editor) | Best Sound Editing – Sound Effects, Foley, Dialogue and ADR in an Animation Feature Film | Nominiert |
| 2011 | Visual Effects Society Awards                                   | VES Award                 | Sébastien Quessy Kevin Blom Jérome Escobar | Outstanding Effects Animation in an Animated Feature Motion Picture                      | Nominiert |
| 2011 | Visual Effects Society Awards                                   | VES Award                 | Zareh Nalbandian Simon Whiteley Eric Leighton Alex Weight | Outstanding Animation in an Animated Feature Motion Picture                              | Nominiert |
| 2011 | Visual Effects Society Awards                                   | VES Award                 | Joshua Murtack James Cunliffe Jessica Groom Andrew Hunt Digger | Outstanding Animated Character in an Animated Feature Motion Picture                     | Nominiert |
| 2010 | Asia Pacific Screen Awards                                      | Asia Pacific Screen Award | Zareh Nalbandian | Best Animated Feature Film                                                               | Nominiert |
| 2010 | Australian Film Institute                                       | Readers’ Choice Award     | Zareh Nalbandian |                                                                                          | Nominiert |
| 2010 | Satellite Awards                                                | Satellite Award           | Die Legende der Wächter | Best Motion Picture, Animated or Mixed Media                                             | Nominiert |
| 2010 | Satellite Awards                                                | Satellite Award           | Grant Freckelton Chris Bone Craig Welsh | Best Visual Effects                                                                      | Nominiert |
| 2010 | St. Louis Film Critics Association, US                          | SLFCA Award               | Zack Snyder | Best Animated Film                                                                       | Nominiert |

## Filmmusik
Der Titelsong zu diesem Film wurde von Adam Young, besser bekannt als „Owl City“, beigesteuert und heißt „To the Sky“.
Ebenso wurde ein Song – „Kings and Queens“ von „30 Seconds to Mars“ – für den ersten Trailer verwendet.

## Synchronisation

Englische Hauptbesetzung des Films
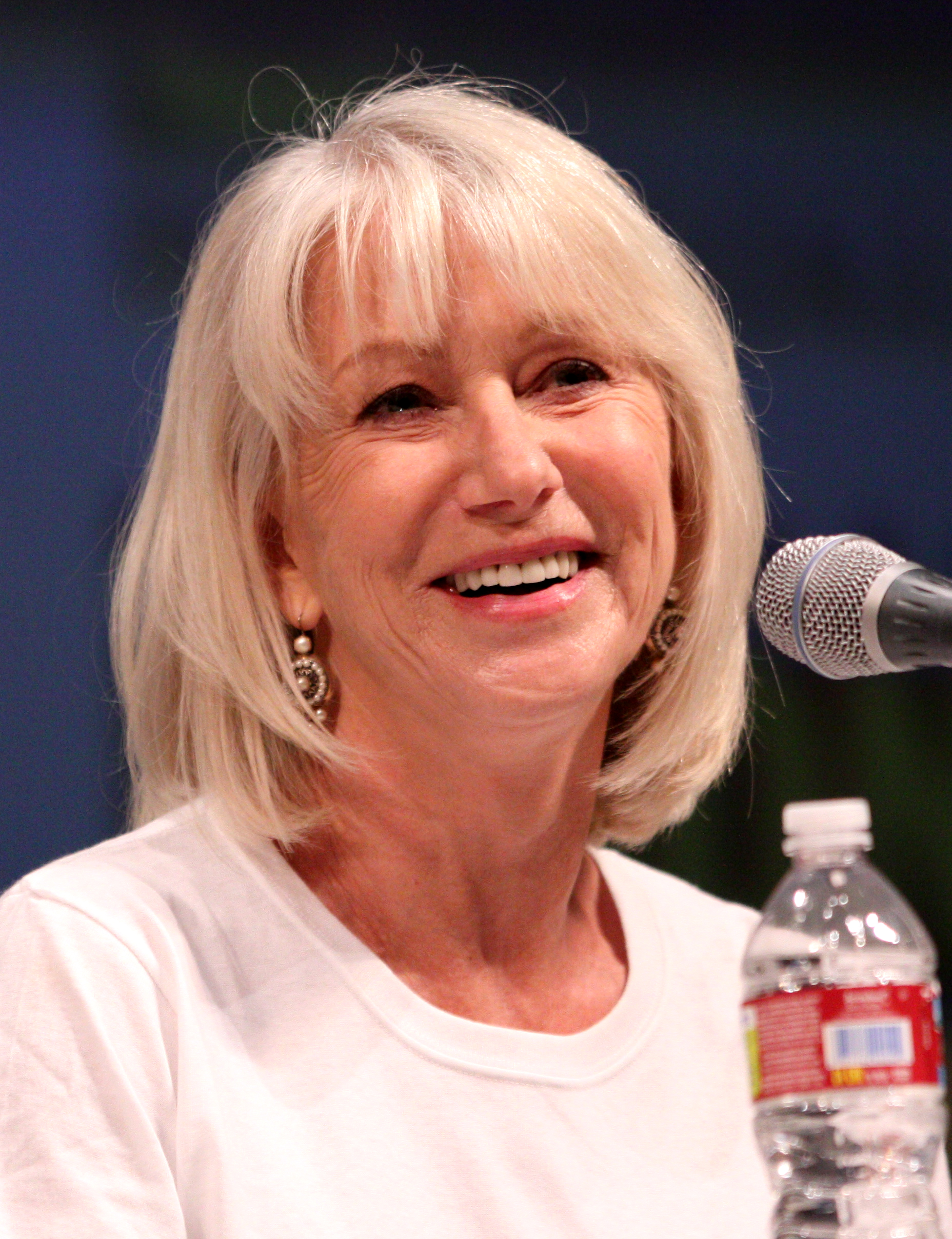
Helen Mirren
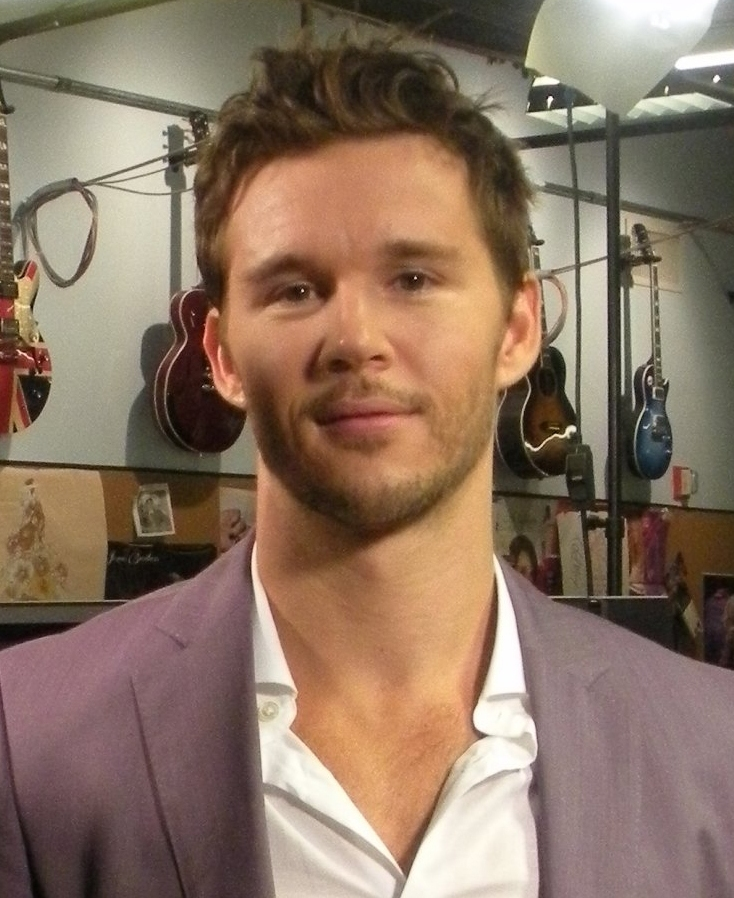
Ryan Kwanten
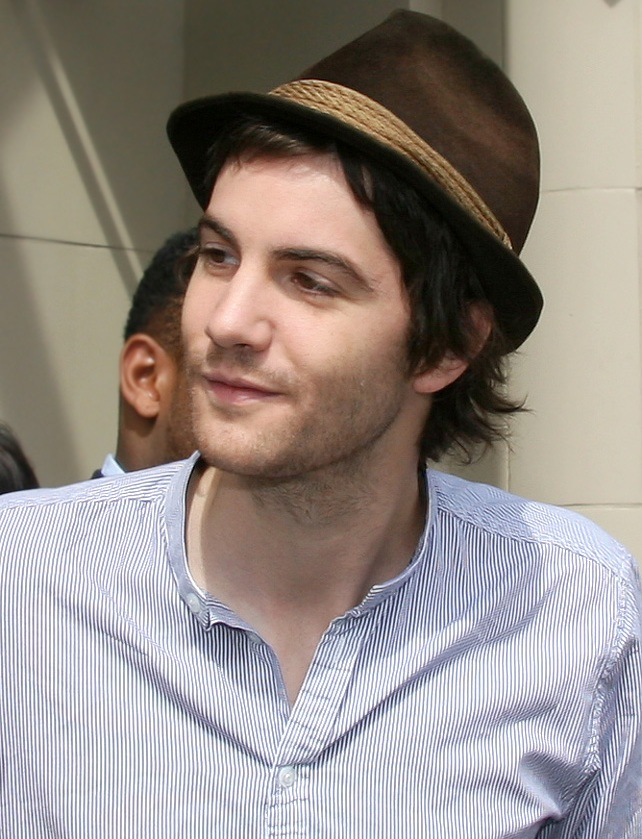
Jim Sturgess
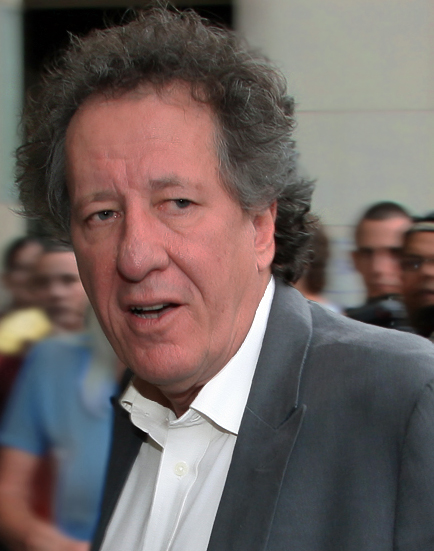
Geoffrey Rush

Für die deutsche Vertonung war die FFS Film- & Fernseh-Synchron in München verantwortlich. Alexander Löwe schrieb das Dialogbuch, Dietmar Wunder führte die Dialogregie.
| Rollenname               | Spezies            | englischer Synchronsprecher | deutscher Synchronsprecher |
| ------------------------ | ------------------ | --------------------------- | -------------------------- |
| Soren                    | Schleiereule       | Jim Sturgess                | Manuel Straube             |
| Kludd                    | Schleiereule       | Ryan Kwanten                | Philipp Brammer            |
| Gylfie                   | Elfenkauz          | Emily Barclay               | Marieke Oeffinger          |
| Digger                   | Höhlenkauz         | David Wenham                | Philipp Moog               |
| Morgengrau               | Bartkauz           | Anthony LaPaglia            | Reinhard Brock             |
| Noctus                   | Schleiereule       | Hugo Weaving                | Thomas Amper               |
| Marella                  | Schleiereule       | Essie Davis                 | Elisabeth Günther          |
| Eglantine                | Schleiereule       | Adrienne DeFaria            | Paulina Rümmelein          |
| Eisenschnabel            | Rußeule            | Joel Edgerton               | Wolfgang Condrus           |
| Nyra                     | Schleiereule       | Helen Mirren                | Katharina Lopinski         |
| Ezylryb / Lyze von Kjell | Fleckenkreischeule | Geoffrey Rush               | Holger Schwiers            |
| Mrs. Plithiver           | Schwarze Mamba     | Miriam Margolyes            | Tatjana Pokorny            |
| Allomere                 | Bartkauz           | Sam Neill                   | Martin Umbach              |
| Grimbel                  | Raufußkauz         | Hugo Weaving                | Ekkehardt Belle            |
| Jutt                     | Waldohreule        | Angus Sampson               | Gudo Hoegel                |
| Jatt                     | Waldohreule        | Leigh Whannell              | Pascal Breuer              |
| Boron                    | Schneeeule         | Richard Roxburgh            | Michael Brennicke          |
| Barran                   | Schneeeule         | Deborra-Lee Furness         |                            |
| Otulissa                 | Fleckenkauz        | Abbie Cornish               | Tatjana Pokorny            |
| Bubo                     | Virginia-Uhu       | Bill Hunter                 |                            |
| Strix Struma             | Fleckenkauz        | Sacha Horler                |                            |
| Echidna                  | Schnabeligel       | Barry Otto                  | Fred Maire                 |

## FSK-Freigabe und Schnittfassung
Die FSK verweigerte für den Film eine Ab-6-Freigabe. Der Film wäre in seiner normalen Form ab 12 Jahren freigegeben worden. Warner Bros. schnitt daraufhin drei der insgesamt 96 Minuten Laufzeit heraus. Daraufhin erteilte die FSK eine Ab-6-Freigabe. Für die Heimkinoauswertung veröffentlichte man auf DVD nur die geschnittene Kinofassung, während die Blu-ray die ungeschnittene FSK-12-Version beinhaltet.